# Chiesa di Sant'Antonio (Ossi)
La chiesa di Sant'Antonio è una chiesa campestre situata in territorio di Ossi, centro abitato della Sardegna nord-occidentale. Consacrata al culto cattolico, fa parte della parrocchia di San Bartolomeo, arcidiocesi di Sassari. Sino al XVII secolo era conosciuta come "Sant'Antonio de su crastu ruttu" (lett. 'del masso caduto').
Ubicata nella suggestiva località omonima non lontano dalla fertile valle di Briai e dalla necropoli prenuragica di Mesu 'e Montes, la chiesa apparteneva al villaggio medievale di Briave, spopolatosi durante il XIV secolo. Conserva al proprio interno un'acquasantiera di rozza fattura seicentesca, mentre il semplice altare risale alla fine del XIX secolo. La chiesa era luogo di sepoltura dei proprietari e lavoratori dei vicini mulini.